# 區際快線
區際快線（英語：Interborough Express，簡稱），是美國紐約一條擬建的輕軌路線，連接布魯克林區灣脊和皇后區杰克逊高地，全長14英里（23）。截至2023年，大都會運輸署預計該線可在2027年投入服務。